# Ender Memet
Ender Memet (Constanza, 22 de febrero de 1967) es un deportista rumano que compitió en lucha grecorromana. Ganó dos medallas en el Campeonato Mundial de Lucha, plata en 1993 y bronce en 1997.

## Palmarés internacional
| Campeonato Mundial | Campeonato Mundial | Campeonato Mundial | Campeonato Mundial |
| Año                | Lugar              | Medalla            | Categoría          |
| ------------------ | ------------------ | ------------------ | ------------------ |
| 1993               | Estocolmo (Suecia) | Medalla de plata   | 62 kg              |
| 1997               | Breslau (Polonia)  | Medalla de bronce  | 69 kg              |